# Okręg Bar-sur-Aube
Okręg Bar-sur-Aube (fr. Arrondissement de Bar-sur-Aube) – okręg w północno-wschodniej Francji. Populacja wynosi 29 600.

## Podział administracyjny
W skład okręgu wchodzą następujące kantony:
- Bar-sur-Aube,
- Brienne-le-Château,
- Chavanges,
- Soulaines-Dhuys,
- Vendeuvre-sur-Barse.